# 4.25 Sports Club
El 4.25 Sports Club (Hangul: 4.25체육단; Hanja: 4.25體育團), també anomenat 25 Abril o Vint-i-Cinc d'abril, és un club de futbol nord-coreà de la ciutat de Namp'o.

## Història
El club va ser fundat el juliol de 1949 amb el nom de Central Sports Training School Sports Club (Hangul: 중앙체육강습소체육단; Hanja: 中央體育講習所體育團). El 25 de juny de 1971 canvià a 4.25 S.G. La data 25 d'abril fa referència al dia de la fundació militar. El club pertany a l'exèrcit nord-coreà.

## Palmarès
- Lliga nord-coreana de futbol: 17
  - 1985, 1986, 1987, 1988, 1990, 1992, 1993, 1994, 1995, 2002, 2003, 2010, 2011, 2012, 2013, 2015, 2017